# Áshram (etapa de la vida hinduista)
En el marco del hinduismo, se llama áshram o ásrama a cada una de las cuatro etapas en la vida de un varón en la tradición hindú, para alcanzar 
la  realización y el desarrollo del individuo; siendo normalmente asociado con las etapas de vida de un brahmán.
- Etimología: proviene del sánscrito ā-śrama: ‘lo que lleva al esfuerzo’, siendo ā un aumentativo y śrama: ‘esfuerzo, ejercicio [físico o mental], mortificación corporal, austeridad’.
- Pronunciación /áshram/.

## El sistema áshram
Bajo este sistema, el promedio de longevidad en la vida humana es definido en cien años, divididos en cuatro periodos de 25 años cada uno. 
El objetivo de cada periodo es la realización ideal para superar los cuatro periodos.
- Brahmacharya (celibato): el joven brahmacharí (‘que camina y actúa con las Escrituras’) vive y/o estudia con un gurú (maestro espiritual) con el objetivo de conocer y estudiar (generalmente de memoria) las escrituras sagradas hinduistas, y el poder desarrollar igualmente las prácticas de la autodisciplina, celibato y meditación.
- Garjasthia (vida de hogar): el grija-sthá (‘en el hogar - está’) dedica su tiempo a trabajar y mantener a su familia. Para su desarrollo espiritual, cada día debe rezar y meditar, y practicar la adoración a la(s) deidad(es) en un altar hogareño, dar caridad a los sacerdotes, y seguir el Dharma.
- Vanaprasthia (abandono de la familia): una vez que ha completado sus obligaciones para con la familia (al poder sus integrantes  ya valerse por sí mismos, o poder apoyarse entre ellos); el padre de familia vana-pra-stha (‘en el bosque está’) tiene la oportunidad de apartarse del mundo, para poder dedicarse plenamente a practicar austeridades y meditación, con el objetivo de poder prepararse para la renuncia total, o para avanzar en su camino espiritual.
- Sanniasa (completa renuncia): ya completamente apartado de la sociedad y habiendo completado la etapa de Vanaprasthia, el san-niasí (‘completamente renunciante’) es capaz de dedicarse exclusivamente al desarrollo espiritual (mediante la meditación), para así poder abandonar la reencarnación (samsara) y alcanzar la liberación espiritual (moksha).

Estas cuatro etapas llevan a la realización de los purushartha (‘los [cuatro] objetivos del hombre’):
1. dharma (deber, trabajo)
2. artha (riqueza)
3. kama (placer)
4. moksha (liberación).

## Origen
Según el Visnú-purana (de los primeros siglos de la era común), este sistema de cuatro ásramas fue inventado por el sabio Shaúnaka.